# Eriopisa incisa
Eriopisa incisa är en kräftdjursart som beskrevs av McKinney, Kalke och Holland 1978. Eriopisa incisa ingår i släktet Eriopisa och familjen Melitidae. Inga underarter finns listade i Catalogue of Life.